# Nada (1974)
Nada ist ein 1974 veröffentlichter französisch-italienischer Politthriller von Claude Chabrol mit Fabio Testi in der Hauptrolle. Der zugrundeliegende Roman wurde von Jean-Patrick Manchette geschrieben.

## Handlung
Die anarchistische Gruppe "Nada" entführt den Botschafter der USA aus einem Pariser Bordell und verlangt ein Lösegeld zu dessen Freilassung. Der Innenminister beauftragt Kommissar Goemond mit der Auffindung des Botschafters und seiner Entführer und lässt dabei durchblicken, dass der Tod der Geisel der Regierung nicht ungelegen käme, da er die öffentliche Meinung gegen linke Gruppierungen einnehmen würde. Bei der Erstürmung des Verstecks kommen drei Mitglieder der Gruppe ums Leben; Diaz, der einzige, dem die Flucht gelingt, tötet zuvor den Botschafter und stirbt später in einer Schießerei mit Goemond.

## Kritik
„Chabrols Film "Nada", der voller Verhöhnung und Verächtlichmachung des französischen Innenministers und überhaupt des herrschenden Staatswesens ist, ist ein makabrer Kino-Wahnwitz. Bitterbös-komische Intermezzi ziehen sich neben frivolen Gangsterfilm- und ironischen Politfilm-Elementen durch den ganzen Film, der mit explosiver ästhetischer Brillanz und Virtuosität den Zuschauer geradezu überrollt."“

„Meisterhafte Politparabel über den Fanatismus.“

„Umstrittene Polit-Parabel.“

„Der Film weist ganz klar linke und anti-gaullistische Tendenzen auf. Wenn er auch die Anarchisten als eher wenig idealistische Außenseiter beschreibt, so prangert er doch vor allem brutale und pseudomoralistische Staatsgewalt an."“

„Deutlich jedoch verurteilt Chabrol beide Seiten. Diese Anarchisten sind frustrierte, einsame, kaputte Leute: Nihilisten ohne jene pragmatische, ideologisch abgesicherte Verbissenheit, die Costa Gavras in seinem thematisch vergleichbaren Film ‚Der unsichtbare Aufstand‘ den Attentätern zugestand ‚Ich bin gegen die Gewalt‘, sagt Chabrol, ‚die Gewalt von Terroristen, die manchmal aus edlen Motiven erfolgt, und die manchmal unproportionierte Gewalt der Repression. Ich bin gegen das absurde Räderwerk, das zur Eskalation auf beiden Seiten führt …‘ Aber die Analyse, dialektisches Denken und eine psychologische Motivation waren nie Chabrols starke Seite; er denkt in Situationen, Konstellationen, genüßlich und sarkastisch arrangierten Bildfolgen, in sinnlichen, optischen, filmischen Kategorien ‚Nada‘ trudelt wie ein knallbunter Comic Strip, mit Spannung und Aktion geladen, bis zum infernalischen Ende und reißt dabei auch jede Reflexion mit sich fort. Am Schlußdesaster hat der bürgerliche Ästhet Chabrol schon wieder formales Vergnügen: ‚Ein shakespearesches Ende — alle Hauptfiguren des Dramas finden den Tod‘“

## Wissenswertes
Der Film ist eine Romanverfilmung des Buches Nada von Jean-Patrick Manchette.
- Nada („Nada“). Matthes und Seitz, München 1986, ISBN 978-3-88221-365-2
- Nada („Nada“). Verlag Süddeutsche Zeitung, München 2006, ISBN 978-3-86615-247-2.